# Choquinha-da-várzea
Formigueirinho-da-várzea ou choquinha-da-várzea (Myrmotherula assimilis) é uma espécie de ave da família Thamnophilidae.
Pode ser encontrada nos seguintes países: Bolívia, Brasil, Colômbia e Peru.
Os seus habitats naturais são: florestas subtropicais ou tropicais húmidas de baixa altitude.